# Morêtel-de-Mailles
Morêtel-de-Mailles är en kommun i departementet Isère i regionen Auvergne-Rhône-Alpes i sydöstra Frankrike. Kommunen ligger i kantonen Goncelin som tillhör arrondissementet Grenoble. År 2018 hade Morêtel-de-Mailles 469 invånare.

## Befolkningsutveckling
Antalet invånare i kommunen Morêtel-de-Mailles
Referens:INSEE